# Zirkus Wolfsons letzte Galavorstellung
Zirkus Wolfsons letzte Galavorstellung ist ein italienischer Stummfilm in Form eines „Sensations-Artistendramas“ aus dem Jahr 1916 von Alfred Lind.

## Handlung
Die Tochter des Zirkusdirektors Wolfson, eine junge Artistin – in der ersten österreichischen Fassung Evelyn genannt, in der späteren, deutschen Version Kaja –, lernt eines Tages einen schmucken Adeligen (in der österr. Fassung Erbgraf Heinrich genannt) kennen und lieben. Eines Tages muss der Zirkus weiterziehen, und der Mann aus hohem Stande täuscht eine Erkrankung vor, um sich von der geliebten Artistin nicht trennen zu müssen. Erst als er vom Tod seines Vaters erfährt und das gräfliche Erbe antreten soll, entscheidet er sich gegen die Artistin und verlässt das enttäuschte Mädchen.
Die Artistin hofft noch eine Zeitlang auf seine Rückkehr, dann entscheidet sie sich jedoch, mit dem väterlichen Zirkus weiter zu ziehen. Doch sie ist bereits von ihrem Liebhaber schwanger. Der wütende Vater will daraufhin seine Tochter, die, wie er meint, Schande über das fahrende Volk gebracht habe, verstoßen. Die Artistin versucht, sich durch einen Sprung ins Wasser das Leben zu nehmen, wird dabei jedoch von fahrenden Gauklern gesehen, gerettet und in ihrer Mitte aufgenommen. Evelyn / Kaja bringt ihr Baby zur Welt, doch nach zwei Jahren stirbt das Kind. Die junge Frau hält es bei den Gauklern nicht mehr länger aus und flieht von dort.
Vor der Sommerresidenz des gräflichen Verführers angekommen, will sie noch einmal einen Versuch wagen, ihre alte Liebe wiederzusehen. Heimlich ist ihr bis dahin ein Affe gefolgt, mit dem sich die Artistin bei den fahrenden Gauklern angefreundet hatte. Der Affe sieht das Kind des Grafen und seiner jetzigen Frau und raubt es aus dem Schloss, um für Evelyn / Kaja einen Ersatz für das eigene, verlorene Baby zu überreichen. Über den Blitzableiter des Schlosses erreicht der flinke Kletterer den zweiten Stock, stiehlt das gräfliche Baby und türmt. Die Dienerschaft und Schlosswachen eilen dem Affen, der das Kleinkind in seinem Arm hält, hinterher, bis alle auf einem Fabrikgelände landen. Von der Meute in die Enge getrieben, klettert der Affe einen Fabrikschornstein hoch, wohin auch die Leitern der herbeigerufenen Feuerwehr nicht mehr reichen.
Die Artistin, die das alles mit ansehen musste, entscheidet sich, selbst hochzuklettern, um dem Affen das schreiende Kind zu entreißen und sicher wieder auf die Erde zu bringen. Sie ergreift es und seilt es zu den Helfern herab. Anschließend lässt sie sich in das Sprungtuch fallen. Evelyn / Kaja lehnt jede Belohnung ab und kehrt in den väterlichen Zirkus zurück, der dank ihrer Heldinnentat zu neuem Ruhm und Erfolg gelangt. Zirkus Wolfson gibt eine prächtige Galavorstellung mit allem Drum und Dran. Auch der gräfliche Verführer ist anwesend. Direktor Wolfson entdeckt ihn und zückt den Revolver, um ihn für die „Entehrung“ seiner Tochter zur Rechenschaft zu ziehen. Doch der Schuss trifft nicht den Grafen, sondern Wolfsons Tochter. Sie fällt von der Kuppel in die Tiefe herab und stirbt in den Armen ihrer einzigen großen Liebe. Schließlich ereignet sich im Zirkus ein Kurzschluss, worauf die gesamte Anlage abbrennt. Direktor Wolfson findet dabei den Tod.

## Produktionsnotizen
Der Film ist unter mehreren deutschen Titeln bekannt. Genannt werden auch Die letzte Galavorstellung und Die letzte Galavorstellung des Zirkus Wolfson (oder Wolfsohn). Jedoch handelt es sich nicht, wie gelegentlich zu lesen ist, um eine deutsche Produktion.
Die Umstände der Herstellung dieses Films – zu seiner Zeit ein großer Publikumserfolg – liegen weitgehend im Dunkeln. Alfred Lind war zu Beginn des 20. Jahrhunderts ein Europa-Reisender in Sachen Film. Im März 1914 traf er in Italien ein, um dort, zunächst in Mailand, Filme zu drehen. Bis er zum Jahresbeginn 1917 in die Schweiz weiterreiste, drehte Lind einige populäre Sensationsfilme, darunter auch Jockey della morte. Mit Zirkus Wolfsons letzte Galavorstellung schloss er in der Hochphase des Ersten Weltkriegs seine italienische Schaffensperiode ab. Die Hauptdarsteller kamen aus Italiens Kriegsalliierten England und Frankreich.
Die Filmlänge wird unterschiedlich, mal mit etwa 1850 (auf fünf Akte), mal mit etwa 2000 Meter (auf sechs Akte), angegeben.
Zirkus Wolfsons letzte Galavorstellung lief sowohl in Italien als auch in Dänemark 1916 an, beim Kriegsgegner Österreich-Ungarn wurde das Sensations- und Zirkusdrama am 18. Januar 1918, also noch während des Krieges, erstaufgeführt. Ein Jugendverbot wurde erlassen. In Deutschland konnte man den Streifen, der am 2. Juli 1920 mit einem Jugendverbot belegt wurde, seit demselben Monat sehen. 
1928 wurde in Deutschland von Domenico Gambino ein Remake unter dem Titel Die letzte Galavorstellung des Zirkus Wolfsohn angefertigt. Kurz zuvor, im Herbst 1927, war Lind in die Zirkuswelt zurückgekehrt und hatte in Berlin das Drama Tragödie im Zirkus Royal inszeniert. Es sollte Linds letzter deutscher Kinofilm werden.

## Kritiken
Kurt Tucholsky widmete sich unter dem Pseudonym Peter Panter diesem Streifen in der Weltbühne: „Ich habe eine alte, tief eingewurzelte Liebe zum Kitsch. Es war hinreißend. Aus dem Programmheft ging hervor, dass dieser Film auch einen Inhalt hat – ich habe gar nicht darauf geachtet. Manchmal schwamm die Leinwand in Sentimentalität – Zirkusmädchen bekamen Kinder, begruben dieselben und weinten edlen Fürstensöhnen nach – quand même! Was heißt hier Drama! Der Affe, der herrliche Affe! Er spielte still und routiniert, wie ein alter Kinoschauspieler – nur viel besser und nicht so prätentiös. Die große Szene hatte ihre Qualitäten: der Affe nahm das Kind, ein wirkliches, schreiendes Bündel (das sich hier und da bemerkbar bemachte), und kletterte einen ungeheuren Schornstein damit hoch. (…) Da oben, auf des Schornsteins Rand, ging es munter zu – das Kind zappelte und schrie, die Tiefe lag, wie es sich für eine anständige Tiefe gehört, schwindelerregend unter ihnen, Kaja kletterte, kam, sah und balgte sich mit dem Affen – und der große Todessprung zeigte endlich, wofür eigentlich das Kino auf der Welt ist. Lasst mich noch erzählen, dass der ganze alte Zirkuszauber von Staub, Pferdegestank, Kitsch und buntem Kram lebendig wurde, dass das Kind gut spielte – was mag dieses Balg wohl sagen, wenn es einmal, herangewachsen, diesen Film sieht? (…) Warum sehen wir das nicht alle Tage? Ist das nicht viel, viel schöner als Die da nach der Sünde riefen und Frauen, die den Kranz verloren und Anders als der Rest? Es ist viel schöner.“
In Paimann’s Filmlisten heißt es: „Stoff höchst dramatisch und spannend. Photos und Spiel prima, Ausstattung großartig. Kurz der beste in dem Genre erschienene Film. Ein Schlager non plus ultra.“